# Sindou
Sindou este un oraș situat în partea sud-vestică a statului Burkina Faso. Are rol de reședință a provinciei Léraba, din cadrul regiunii Cascades.